# Gideon Imagbudu
Gideon Imagbudu (né le 5 août 1978 à Lagos) est un joueur de football nigérian qui joue en 2010-2011 au HSV Hoek, en Topklasse, le 3e niveau national aux Pays-Bas. Il évolue au poste de milieu de terrain.

## Carrière
Gideon Imagbudu débute très jeune dans l'équipe a de son club formateur, les Shooting Stars. À 17 ans, il est repéré par le KSV Waregem, où il entame sa carrière professionnelle. Il joue en Belgique pendant 11 saisons dans différents clubs (KSK Beveren, RWDM, Eendracht Alost, Antwerp), période au cours de laquelle il obtient la nationalité belge.
En 2007, il part au HSV Hoek, aux Pays-Bas, où il joue toujours en 2010-2011.

### Statistiques saison par saison
| Saison      | Club            | Championnat            | Matches | Buts |
| ----------- | --------------- | ---------------------- | ------- | ---- |
| 1994 - 1995 | Shooting Stars  | Premier League         | -       | -    |
| 1995 - 1996 | KSV Waregem     | Division 1             | -       | -    |
| 1996 - 1997 | KSV Waregem     | Division 2             | -       | -    |
| 1997 - 1998 | KSV Waregem     | Division 2             | -       | -    |
| 1998 - 1999 | KSK Beveren     | Division 1             | -       | -    |
| 1999 - 2000 | KSK Beveren     | Division 1             | -       | -    |
| 2000 - 2001 | RWD Molenbeek   | Division 2             | -       | -    |
| 2001 - 2002 | Eendracht Alost | Division 1             | 24      | 0    |
| 2002 - 2003 | Antwerp         | Division 1             | 21      | 0    |
| 2003 - 2004 | Antwerp         | Division 1             | 24      | 1    |
| 2004 - 2005 | Antwerp         | Division 2             | 34      | 3    |
| 2005 - 2006 | KFC Dessel      | Division 2             | 26      | 3    |
| 2006 - 2007 | KFC Dessel      | Division 2             | 11      | 2    |
| 2007 - 2008 | HSV Hoek        | Hoofdklasse B (Samedi) | -       | -    |
| 2008 - 2009 | HSV Hoek        | Hoofdklasse B (Samedi) | -       | -    |
| 2009 - 2010 | HSV Hoek        | Hoofdklasse B (Samedi) | -       | -    |
| 2010 - 2011 | HSV Hoek        | Topklasse (Samedi)     | -       | -    |